# IOS 8
iOS 8 est la huitième version majeure du système d'exploitation mobile iOS développé par Apple, succédant à iOS 7. Il est annoncé lors de la Conférence internationale des développeurs Apple le 2 juin 2014 et publiée le 17 septembre 2014. Le système d'exploitation est remplacé par IOS 9 le 16 septembre 2015.

## Fonctionnalités

### Continuité
Le logiciel introduit Continuité, un système multiplateforme (Mac, iPhone et iPad) qui permet la communication entre des appareils de différentes catégories de produits. La fonction permet de passer des appels téléphoniques sur l'iPad et le Mac qui font alors office de haut-parleur. Elle apporte également la prise en charge des SMS sur ces appareils, ce qui constitue une extension de la fonction iMessage des versions précédentes.

### Spotlight
Spotlight est présenté comme étant une nouvelle fonction de recherche permettant fournir des résultats de recherche plus riches sur de nombreux sites web et services tels que des extraits de Wikipédia, des actualités locales, un accès rapide aux applications installées sur l'iPhone, du contenu iTunes, des horaires de cinéma, des lieux à proximité et des informations provenant de divers sites web.

### Notifications
Le Centre de notification est repensé pour prendre en charge les widgets. Les développeurs tiers peuvent ajouter la prise en charge des widgets à leurs applications, ce qui permet aux utilisateurs d'afficher des informations dans le centre de notification sans avoir à ouvrir chaque application. Les utilisateurs peuvent ajouter, réorganiser ou supprimer des widgets à tout moment. Parmi les exemples de widgets, il y a une application Météo qui affiche la météo actuelle et une application Calendrier qui affiche les événements à venir.

### QuickType
Une nouvelle fonction de saisie prédictive appelée QuickType affiche des prédictions de mots au-dessus du clavier au fur et à mesure que l'utilisateur écrit.

## Canular
En septembre 2014, une fausse publicité d'Apple concernant une prétendue fonctionnalité sur iOS 8 appelée Wave circule sur le réseau social Twitter, promettant aux utilisateurs qu'ils peuvent recharger leur iPhone en le chauffant dans un four à micro-ondes. Cette fonctionnalité n'existe pas, et les médias citent de nombreuses personnes rapportant qu'elles ont détruit leur smartphone en suivant la procédure décrite dans cette publicité.

## Appareils compatibles
La liste des appareils pris en charge comprend, :
- iPhone
  - iPhone 4S
  - iPhone 5
  - iPhone 5c
  - IPhone 5s
  - iPhone 6 & 6 Plus
- iPod touch
  - iPod Touch 5
- iPad
  - iPad 2
  - iPad 3
  - iPad 4
  - iPad Air
  - iPad Mini 1
  - iPad Mini 2